# JR北海道KiHa 261系柴油動車組
Kiha 261系柴聯車（日语：／ kiha261kei kidōsha ?）是北海道旅客鐵道（JR北海道）的特急柴聯車。這款柴聯車於2000年（平成12年）3月11日正式投入服務，正式型號為「261系」，採用液力傳動。

## 概述

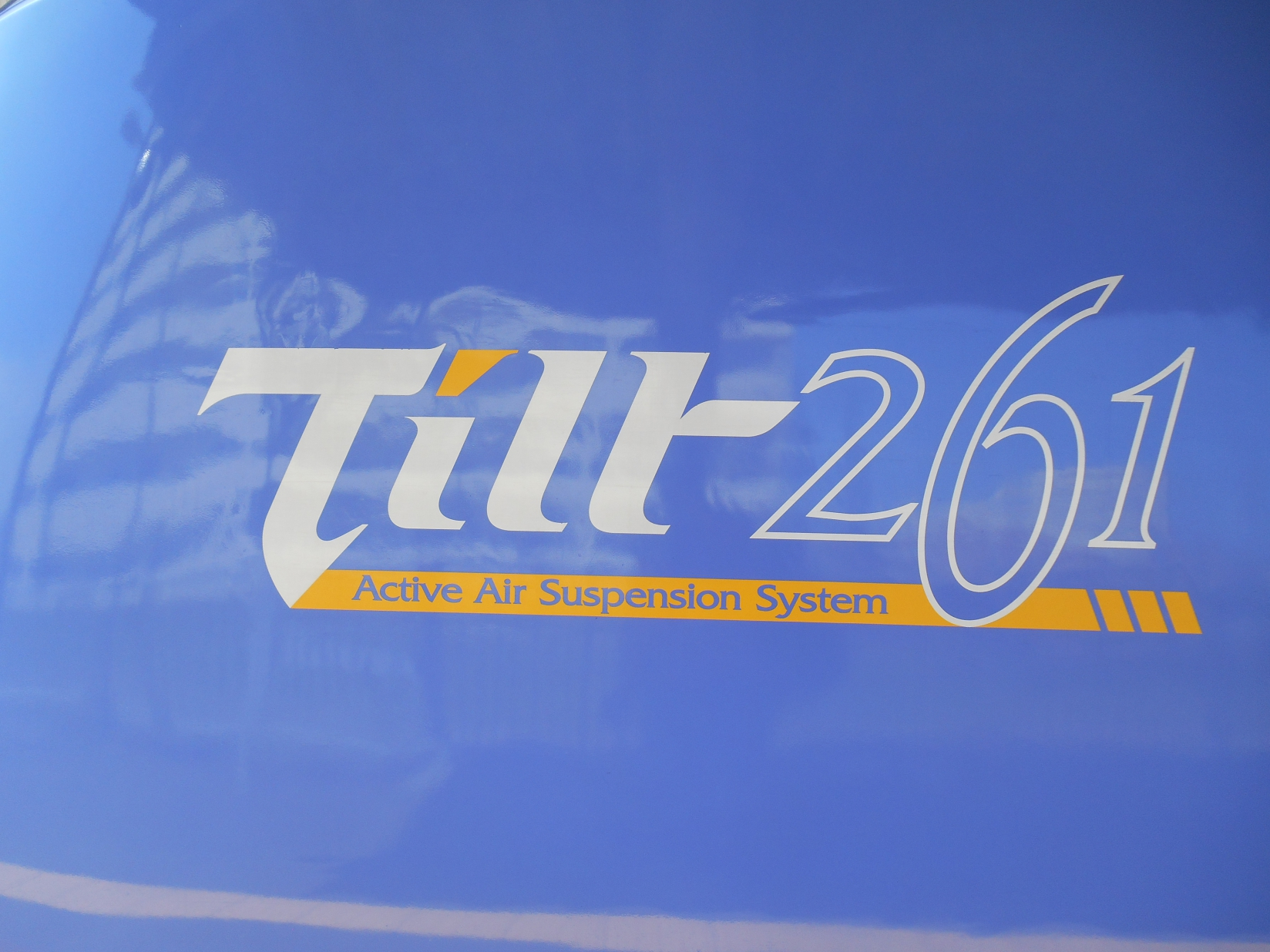
Tilt261車側標識

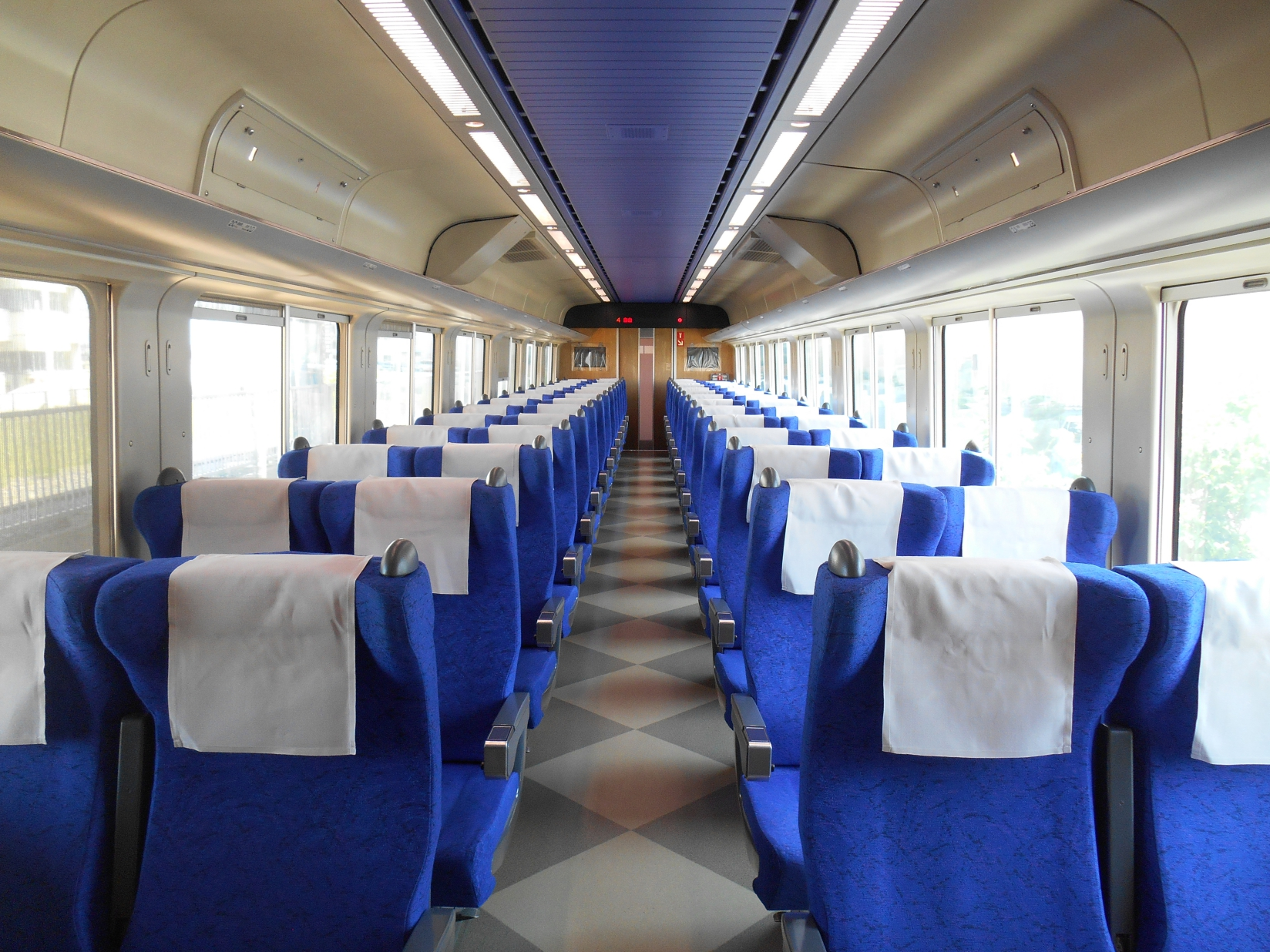
Kiha261系普通車廂內裝

261系柴联车最初以“地方幹線区用的特急车辆”名义开发，1998年（平成10年）作为宗谷本線的特急列車车辆开始导入。从2006年（平成18年）开始对式样进行大幅度变更，之後作为“今后JR北海道都市间特急的主要车辆”在断断续续制造中。
截止2023年（令和5年）4月1日共有178辆在籍，是JR北海道以及其他6家JR公司中保有数量最多的一款柴联车车型。
261系是一款擺式（傾斜）列車，原本是特別為了配合沿線多山、線型複雜的宗谷本線之提速計劃而設計的專用車型，所有權是屬於「北海道高速鐵道開發公司」所有，以租貸名義給JR北海道營運，其設計營運速率為130公里／小時。2006年（平成18年）時，石勝線上的特急列車系統進行高速化改良，因此另行針對石勝線開發了專用的261系1000番台，但1000番台的所有權是屬於JR北海道的，並於2007年（平成19年）開始投入服務。1000番台是用半散件組裝方式在苗穗機修廠（工場）組裝，作為行駛於札幌與帶廣間的特急列車「十勝」（スーパーとかち）之專用車型。近年來由於Kiha 183系老化，又開發了定期列車與觀光列車兩用的5000番台。
此車系雖然廢除振子裝置，但卻配置了車體傾斜裝置（傾斜角2度），以降低製造維修的成本。但由於2011年石勝線脱線事故後，調查過程中暴露出JR北海道的安全問題，因此自2013年11月起停用車體傾斜裝置。而在2015年後製造的列車更取消了車體傾斜裝置。
而在數起被航空、鐵道事故調查委員會與運輸安全委員會認定為重大事故的意外後，JR北海道取消了新型特急型車輛（Kiha 285系）的量產計畫，轉而大量增備本型車（1000番台），並於2022年後將大多數非電化定期特急列車（鄂霍次克
、大雪除外）均改以本型車行駛。
外觀上，261系最明顯的特徵是在頭車的車頭側面，可以見到「Tilt261」（Tilt代表「傾斜」之意）的字樣，與下方Active Air Suspension System（主動式氣壓懸吊系統）的說明敘述。但由於2013年後車體傾斜系統停用，而在2015年後新製的列車取消了這個設備，因此字樣由「Tilt261」變成「HET261」，與下方Hokkaido Express Train的說明敘述，2015年9月後，1000番台更採用白色塗裝而放棄印上這段文字。既有的1000番台也於2019年1月前全數變更為白色塗裝。至此，僅有0番台車體仍有車頭側面文字。

## 0番台
261系0番台从1998年（平成10年）-2001年（平成13年）共制造了14辆。

## 1000番台
2006年起製造。由於大幅更改佈置，不能與0番台共同運行。亦經過多次改進。

## 5000番台
2020年(令和2年)每10輛製造的集團。 是代替以前JR北海道運用的“度假村車輛(相當於所謂的“歡樂列車”)的車輛。 本班臺不是觀光列車專用車，而是定期列車的替代運輸和繁忙期的臨時列車等各種用途的執行，所以不是“度假村車輛”，而是“多功能特快車輛”
JR北海道從前身國鐵北海道總局末期開始改造、新造“度假村車輛”，作為觀光列車和活動列車。
雖然在執行，但是隨著車輛的老化而進行報廢，截至2019年(令和元年)，使用了Kiha183系5100番臺“水晶快車”・同5200番臺“北彩虹快車”的2編組。
當時使用這種車輛的觀光列車需求高漲的同時，JR北海道的經營環境持續嚴峻。 此外，對於普通的特快車輛，特別是宗谷本線特急使用的Kiha261系0番臺無法確保備車，以冬季為中心難以確保執行的情況
根據上述情況，作為“度假村車輛”2編組的替代，除了作為觀光列車的用途之外，作為以宗谷本線為首的定期特急的替代預備車，以及其他繁忙期臨時列車使用的“多功能特急車輛”，
2020年(令和2年)每5節車組2輛(10輛)由川崎重工業新製造，第1編組被賦予了“濱奈須編組”，第2編組被賦予了“薰衣草編組”的愛稱
新造費用是1編組5節車約20億日元，關於“哈馬納蘇編組”，北海道負擔了一部分新造費用和車內無線LAN裝置(後述)的維修費用。 另外，關於“薰衣草編組”，新造後的2021年(令和3年)10月1日，道路高速從JR北海道取得並持有編組，免費借給JR北海道(維持管理費用扣除 繼續JR北海道負擔。 這是因為北海道與國家共同開展的“支援引進提高鐵路車輛的舒適性和便利性的觀光列車等”的物件,在取得道路高速時，從國家和北海道獲得共計17億日元的支援。 
開始執行時，先落成的“濱須編組”從2020年(令和2年)10月17日執行的團體臨時列車開始，接著“薰衣草編組”在2021年(令和3年)5月8日執行的臨時特急。

## 列車
使用261系車型運行的列車包括了：
- 宗谷、佐呂別：行駛於札幌～稚內間
- 大空、十勝：行駛於札幌～帶廣、釧路間
- 北斗：行駛於札幌～函館間